# Herluf Rasmussen
Herluf Christian Adrup Rasmussen (født 6. juli 1920 i Valby, død 17. juli 2013) var en dansk modstandsmand og politiker.
Han var oprindeligt speditør, men blev 1943 reservepolitibetjent. Han var aktiv i Danmarks Kommunistiske Parti, undgik at blive taget 1941, og i 1944 gik han ind i modstandsgruppen BOPA, hvor han blev gruppeleder. Han rekrutterede et politikompagni med 120 medlemmer og var i juni 1944 spidsen for sabotagerne mod fabrikkerne Nordwerk og Ambi, som leverede udstyr til værnemagten. Han stod også for likvideringer af stikkere. Herluf Rasmussen var også med i et af Besættelsens blodigste opgør, da hans gruppe den 6. april 1945 på Gammel Køge Landevej skød og dræbte en gruppe HIPO-folk. Et medlem af Herluf Rasmussens egen gruppe omkom i samme ildkamp.
Efter krigen genoptog han sit job som politibetjent, som han havde til 1977, og sit virke i DKP.
Da udbryderpartiet Socialistisk Folkeparti blev dannet 1958, var Herluf Rasmussen med, og han blev folketingsmedlem for partiet 1960-64. Han blev næstformand for SF's folketingsgruppe. Den 2. juni 1964 meldte Herluf Rasmussen sig ud af SF. Han forsatte som løsgænger i Folketinget frem til valget den 22. september 1964. 
Senere gik han over til Socialdemokratiet og siden Centrum-Demokraterne, som han i 1989 kortvarigt blev folketingsmedlem for (suppleant for Mimi Jakobsen).
Senere virkede han som bilforhandler, ejer af erhvervsejendomme i Hvidovre og senest som importør af alpaca-uld, som han solgte i Alpacahuset i København.
Han udgav selvbiografien Kommunist – sabotør – politimand – folketingsmand.